# Horace Ladd Moore

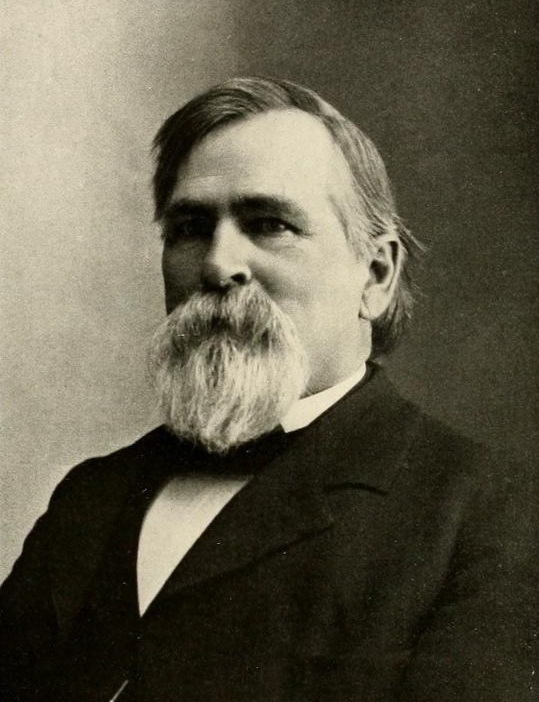
Horace Ladd Moore

Horace Ladd Moore (* 25. Februar 1837 in Mantua, Portage County, Ohio; † 1. Mai 1914 in Lawrence, Kansas) war ein US-amerikanischer Politiker. Zwischen 1894 und 1895 vertrat er den zweiten Wahlbezirk des Bundesstaates Kansas im US-Repräsentantenhaus.

## Werdegang
Horace Moore besuchte die öffentlichen Schulen seiner Heimat und das Western Reserve Eclectic Institute in Hiram. Danach studierte er Jura. Einen Monat nach seiner Zulassung als Rechtsanwalt trat er während des Bürgerkrieges in die Armee der Union ein.  Dort stieg er bis zum Kriegsende zum Lieutenant Colonel auf. Er diente zunächst in einer Infanterieeinheit und später bei der Kavallerie aus Kansas. Nach dem Krieg nahm er in den Jahren 1867 bis 1868 an einigen Indianerfeldzügen teil. Im Jahr 1886 war er Kämmerer im Douglas County in Kansas. Danach arbeitete Moore als Rechtsanwalt. Zwischen 1886 und 1892 war er in Trinidad (Colorado) im Einzelhandel tätig.
Politisch war Moore Mitglied der Demokratischen Partei. Bei den Kongresswahlen des Jahres 1892 unterlag er dem republikanischen Amtsinhaber Edward H. Funston. Moore legte aber Widerspruch gegen das Wahlergebnis ein. Nachdem diesem stattgegeben worden war, konnte er am 2. August 1894 Funstons Abgeordnetenmandat im Kongress übernehmen. Da er aber bei den regulären Kongresswahlen des Jahres 1894 nicht bestätigt wurde, verblieb er nur bis zum 3. März 1895 im Kongress.
Nach dem Ende seiner Zeit im Kongress stieg Moore in das Bankgeschäft ein. Er wurde Vizepräsident der National Bank in Lawrence. Diesen Posten bekleidete er bis zu seinem Tod im Jahr 1914.